# Leone Leoni (roman)
Pour les articles homonymes, voir Leoni.
Leone Leoni est un roman de l'écrivaine française George Sand paru en 1835. Il relate la passion dangereuse d'une femme pour un noble italien dont la personnalité mélange étroitement de grandes vertus et des vices destructeurs, dont la passion des jeux d'argent.

## Résumé

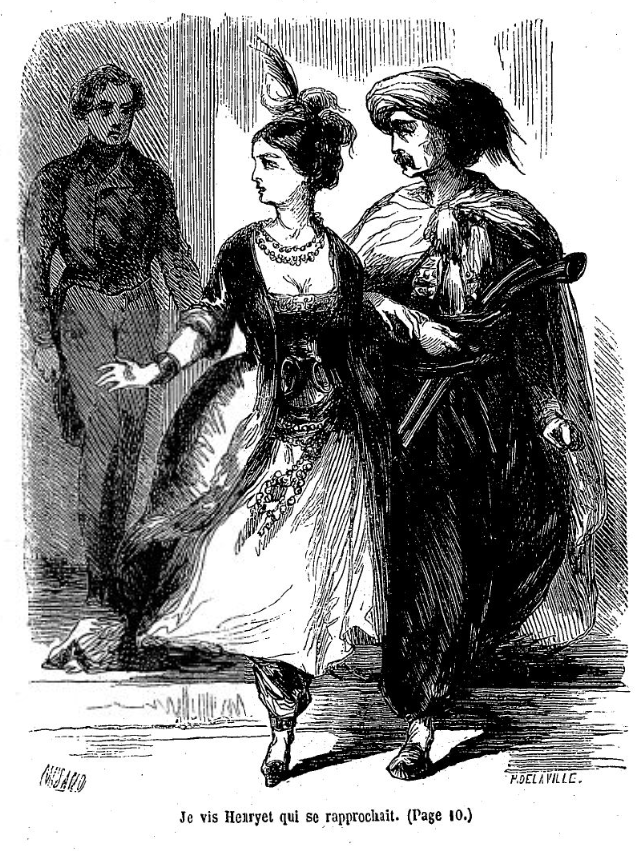
"Je vis Henryet qui se rapprochait..." Illustration de Maurice Sand pour une réédition illustrée du roman en 1853.

Le roman compte 24 chapitres. L'intrigue commence à Venise, en Italie, au début du XIXe siècle. Don Aleo est amoureux de Juliette Ruyter, une femme désargentée qu'il entretient. Depuis des mois, il la promène de ville en ville, dans l'espoir de la séduire. Mais Juliette est hantée par le souvenir d'un ancien amour qu'elle peine à oublier. Au début du roman, Don Aleo la demande en mariage, mais elle n'est pas convaincue. Don Aleo, qui jusqu'à présent avait tout fait pour faire oublier à Juliette son ancien amour, décide de tenter le remède inverse : il lui demander de lui raconter en détail sa passion pour l'antipathique Leone Leoni, un aristocrate qui mène une vie de vices et l'a entraînée avec lui. Juliette accepte et lui raconte leur histoire.
Juliette est la fille d'un bijoutier de Bruxelles, bourgeois enrichi par son commerce et au tempérament aimable. Sa mère, Agathe, est immature et vaine : elle ne pense qu'à ses parures et à ses divertissements. Elle éduque sa fille à la coquetterie et aux plaisirs, sans réussir à lui en donner le goût. L'année de ses seize ans, Juliette et sa mère aperçoivent au théâtre un jeune Italien noble et riche, Leoni, de passage dans la ville. Persuadée que Leoni est un bon parti pour sa fille puisqu'il est de bonne famille et qu'il s'habille élégamment, la mère ne prête pas attention aux rumeurs qui évoquent son goût des jeux d'argent et décide de lui présenter sa fille dans ses meilleurs habits. Juliette remarque le mépris de Leoni : piquée, elle refuse son invitation à danser au grand dam de sa mère. Surpris, Leoni devient plus respectueux et s'intéresse à elle les semaines suivantes. Il s'introduit dans la famille, plaît aux deux parents, fournit des garanties sur sa noblesse mais pas sur sa fortune et obtient un contrat de mariage malgré tout. Il parvient si bien à leur plaire qu'il se fait finalement dispenser de présenter des garanties sur sa fortune. Huit jours avant le mariage, Leoni, Juliette et ses parents prennent part à un bal en vue duquel le père de Juliette confectionne des parures et des ornements d'un luxe étourdissant pour leurs costumes, au point d'y faire passer une bonne partie des pierres précieuses de sa réserve. Juliette, admirée de tous, est follement amoureuse de Leoni. Au cours du bal, elle remarque un ancien soupirant, M. Henryet, qui paraît terrifier Leoni. Ce dernier entraîne Juliette à l'écart et la supplie soudain de s'enfuir avec elle. Bouleversée par sa détresse et ses serments, la jeune femme accepte. Ils quittent le bal et montent à bord d'une voiture à cheval qui les entraîne au loin.
Leoni entraîne Juliette en Suisse, jusqu'à un petit chalet de montagne où ils sont accueillis par deux serviteurs. Les amoureux filent là un bonheur parfait pendant six mois. Leoni fait montre d'une multiplicité de talents, aussi bien pour les tâches du quotidien que pour la poésie ou la musique. La venue de l'hiver, et du danger des avalanches, les contraint à partir. Leoni emmène Juliette à Venise où elle se retrouve d'abord dans une maison sinistre, puis est conduite jusqu'au palais ancestral des Leoni. Leone Leoni reprend peu à peu une vie mondaine assidue, invite des amis pour jouer de la musique, discuter et s'adonner à des jeux d'argent coûteux. Juliette se fatigue de ces invités permanents et les attentions de Leoni se font moins tendres. 

## Conception du roman
George Sand écrit Leone Leoni à Venise. Dans la Notice écrite à l'occasion d'une réédition du roman dans ses Œuvres illustrées chez Hetzel en 1853, Sand explique qu'elle a écrit le premier jet du livre « en huit jours » et qu'elle s'est inspirée du roman Manon Lescaut en inversant le genre des deux personnages principaux, dans la pensée que « faire de Manon Lescaut un homme, de Desgrieux une femme, serait une combinaison à tenter et qui offrirait des situations assez tragiques, le vice étant souvent fort près du crime pour l’homme, et l’enthousiasme voisin du désespoir pour la femme ». 

## Histoire éditoriale
La première édition du roman paraît à Paris, chez Félix Bonnaire, en 1835. Une édition revue par l'auteure paraît à Paris chez Garnier en 1847. Une édition illustrée paraît dans les Œuvres illustrées de George Sand, chez Hetzel, dans le volume IV, en 1853.

## Accueil critique
Vers 1840-1842, le roman, considéré comme une lecture pernicieuse par l'Église catholique, est mis à l'Index. 
Dans sa Notice précédant la réédition du roman dans les Œuvres illustrées en 1853, Sand déclare : « Des gens rigides en théorie (on ne sait pas trop pourquoi) ont pourtant jugé l’ouvrage dangereux. Après tantôt vingt ans écoulés, je le parcours et n’y trouve rien de tel. Dieu merci, le type de Leone Leoni, sans être invraisemblable, est exceptionnel ; et je ne vois pas que l’engouement produit par lui sur une âme faible, soit récompensé par des félicités bien enviables ».

## Adaptation
Leone Leoni a fait l'objet d'une adaptation au théâtre par Léon Halévy sous le même titre, un drame en trois actes en prose qui a été représenté à Paris, au Théâtre Ambigu-Comique, le 6 mai 1837.

### Éditions critiques du roman
- George Sand, Romans 1830, préface de Marie-Madeleine Fragonard, Paris, Omnibus, 2002.  (ISBN 2-258-06069-9) [Contient Indiana, Valentine, Lélia, Le Secrétaire intime, Leone Leoni, Jacques, Mauprat et Un hiver à Majorque.]
- George Sand, Œuvres complètes. 1835. André, édition critique par Liliane Lascoux, Leone Leoni, édition critique par Mariette Delamaire (œuvres complètes sous la direction de Béatrice Didier), Paris, Honoré Champion, coll. Textes de littérature moderne et contemporaine n°119, 2017.  (ISBN 9782745349088)

### Études savantes
- Philippe Boutry, « Papauté et culture au XIXe siècle. Magistère, orthodoxie, tradition », Revue d'histoire du XIXe siècle, n°28, 2004, mis en ligne le 19 juin 2005. DOI 10.4000/rh19.615 [lire en ligne]